# Palmeral de Marrakech

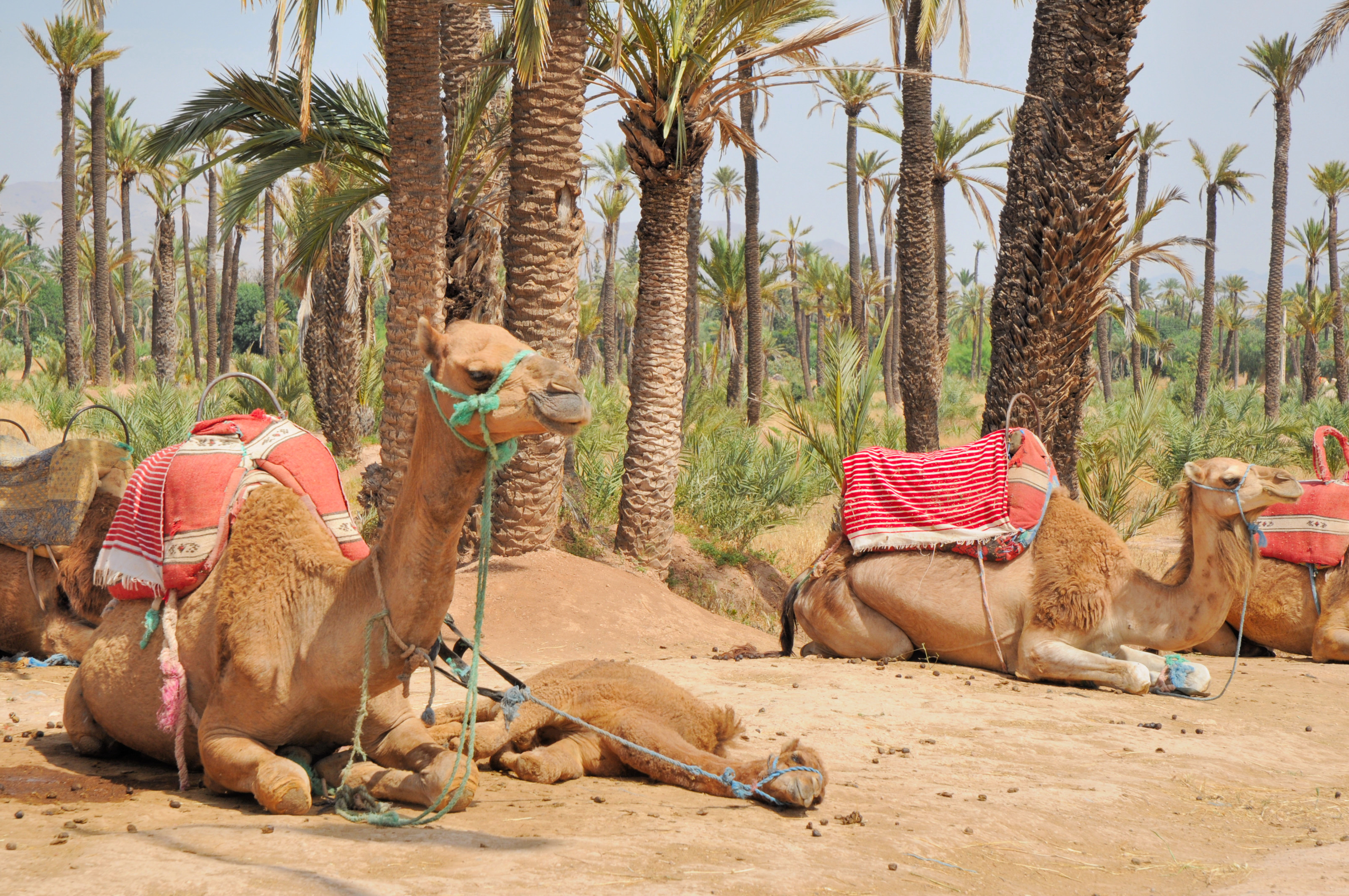
Dromedarios en el Palmeral de Marrakech.

El Palmeral de Marrakech (en árabe: بساتين نخيل مراكش‎, romanizado: Bsātīn najīl marrākish; en francés: Palmeraie de Marrakech) es un gran palmeral situado en un oasis a las afueras de Marrakech, Marruecos. Situado en los márgenes del norte de la ciudad, tiene 8 km de longitud y cubre un área de 140 km². Es un conocido punto turístico, pues en el lugar se encuentran varios resorts, hoteles y restaurantes.

## Historia
La leyenda cuenta que este palmeral fue creado a partir de semillas de dátil arrojadas hace siglos por guerreros árabes, sin embargo, fue creada durante el período almorávide, utilizando una red de jettaras.
Según la leyenda mencionada, el sultán Yúsuf ibn Tašufín, mientras buscaba tierra para establecer su dinastía almorávide, había acampado en la llanura de Alhauz. Sus soldados, que habían acampado allí, después de consumir dátiles de palma, arrojaron las semillas de dátiles y algunos de ellos cayeron en agujeros creados por las lanzas que habían lanzado allí, y estos brotaron en árboles. Muchos siglos después, la misma llanura se había convertido en un oasis de un exuberante jardín de 50.000 árboles.
En la actualidad hay más de 100.000 palmeras, así como olivos y árboles frutales. Los embalses y pozos artesanos suministran el riego.
En las normas de planificación urbana de los años 1920, no se permitía que los edificios se construyeran a alturas más altas que las palmeras y, como resultado, las palmeras también han crecido en aceras. En los últimos años la urbanización ha afectado el área.

## Lectura complementaria
- La palmeraie de Marrakech: un paysage culturel à valoriser (2014), en francés
- Ghachem-Benkirane, Narjess; Saharoff, Philippe (1990). «La Palmeraie». Marrakech, demeures et jardins secrets. ACR Edition Internationale. ISBN 978-2-86770-043-9. (en francés)